# Tony Scarf
Tony Scarf, pseudonimo di Antonino Scarfone (Palmi, 8 settembre 1943), è un attore e stuntman italiano.

## Biografia
Soprannominato il Charles Bronson italiano per la somiglianza con l'attore statunitense, tanto da aver lavorato come controfigura dello stesso Bronson, ha partecipato a scene d'azione di alcuni film, spesso con Tomas Milian protagonista.
Nei primi anni 2000, pur avendo interrotto le sue apparizioni al cinema, prosegue la sua attività di addomesticatore di leoni, leonesse e pantere, assieme alla sua assistente, l'attrice Katiuscia Anello.
Terminata l'attività cinematografica, si è dimostrato particolarmente attento verso i giovani: a loro ha dedicato nel tempo concorsi di vario tipo, che hanno fatto da trampolino al mondo dello spettacolo. È patron del concorso di bellezza di Ladispoli "Miss Etruria - La regina degli Etruschi".
Nel 2018 e nel 2019 ha organizzato a Ladispoli Musica è... scuola, un music contest per promuovere i talenti nascosti fra i banchi di scuola, attraverso l'associazione Arte & Friends da lui diretta.

## Filmografia

### Cinema
- Delitto a Porta Romana, regia di Bruno Corbucci (1980)
- Mafia, una legge che non perdona, regia di Roberto Girometti (1980)
- Casta e pura, regia di Salvatore Samperi (1981)
- Uno contro l'altro, praticamente amici, regia di Bruno Corbucci (1981)
- Delitto sull'autostrada, regia di Bruno Corbucci (1982)
- La casa stregata, regia di Bruno Corbucci (1982)
- Bello mio, bellezza mia, regia di Sergio Corbucci (1982)
- Attila flagello di Dio, regia di Castellano e Pipolo  (1982)
- Il tassinaro, regia di Alberto Sordi (1983)
- Guapparia, regia di Stelvio Massi (1984)
- Gipsy Angel, regia di Al Festa (1991)
- Belva nera, regia di Alessio Rigo De Righi e Matteo Zoppis (2013)

### Televisione
- Le volpi della notte – film TV (1986)
- Classe di ferro – serie TV, episodio 2x12 (1991)

## Doppiatori italiani
- Bruno Cattaneo in Delitto a Porta Romana
- Michele Gammino in Uno contro l'altro, praticamente amici
- Sandro Iovino in Delitto sull'autostrada
- Carlo Alighiero in La casa stregata